# Auraamauskaja
Auraamauskaja (biał. Аўраамаўская, ros. Авраамовская) – przystanek kolejowy w miejscowości Partyzanskaja, w rejonie chojnickim, w obwodzie homelskim, na Białorusi. Leży na linii Wasilewicze - Chojniki.